# Anell del Pescador

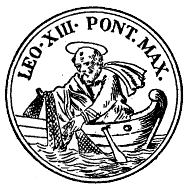
Annulus piscatoris del Papa Lleó XIII.

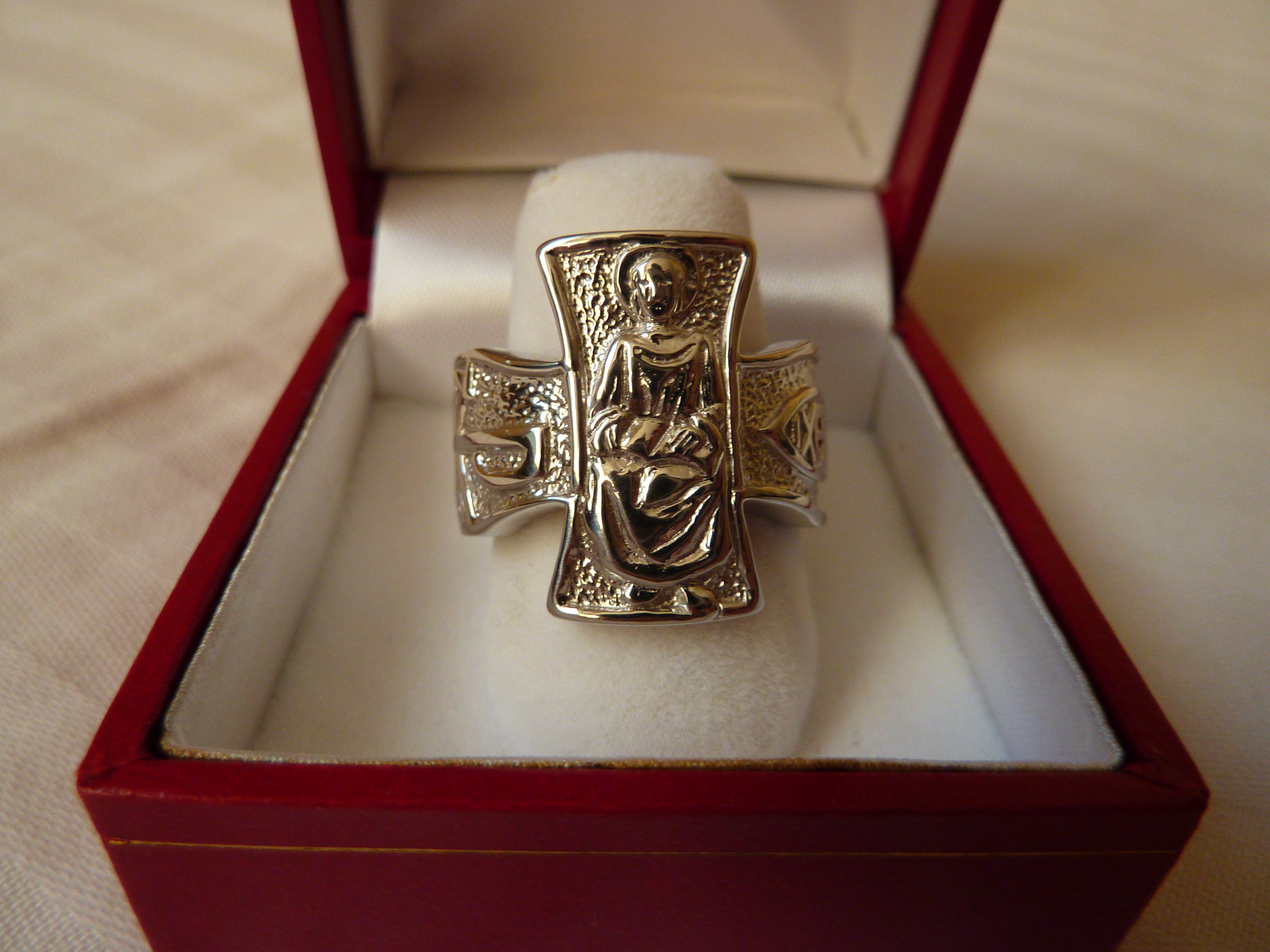
Anell de Joan Pau II

L'anell del Pescador és part de la regàlia portada pel Papa, cap de l'Església Catòlica i successor de Sant Pere, pescador de professió. Mostra un baix relleu de Pere pescant a una barca, un simbolisme que els apòstols eren "pescadors d'homes" L'anell del Pescador és el segell emprat fins a 1842 per segellar els documents oficials signats pel Papa.
Per a cada papa es fa un anell nou en or. Al voltant de la imatge en relleu està el nom del papa regnant en llatí. Durant la cerimònia de la coronació o inauguració, el Degà del Col·legi de Cardenals posa l'anell al tercer dit de la mà dreta del nou papa. En morir el papa, l'anell és trencat cerimonialment en presència dels cardenals pel camarlenc, per tal d'evitar que se segellin documents durant l'interregne, o sede vacante.
La menció més antiga coneguda de l'Anell del Pescador és una carta escrita pel papa Climent IV al seu nebot Peter Grossi el 1265. Aquest anell va servir per segellar tota la correspondència privada del papa. Els documents públics, en canvi, eren segellats amb un segell papal diferent al plom que s'afegia al document. Aquests documents es coneixen com a butlla papal, anomenada així per la butlla estampada de plom.
L'ús de l'Anell del Pescador va canviar durant el segle xv, quan se l'empra per segellar els documents oficials anomenats breus apostòlics. Aquesta pràctica finalitzà el 1842, quan la cera amb la seva guarda de seda i la impressió de l'anell va substituir-se per un segell amb el mateix dibuix estampat amb tinta vermella.
Durant els segles, l'Anell del Pescador seria conegut pel seu simbolisme feudal. Seguint les tradicions dels monarques medievals, els fidels mostraven respecte al papa regnant agenollant-se al seu davant i besant l'Anell del Pescador.
Tot i que Benet XVI llueix sempre l'Anell del Pescador, no és una pràctica habitual. Generalment, un nou papa hereta l'estil del seu predecessor o escull un estil nou. Joan Pau I portava un anell d'or ample; i en imitació, Joan Pau II portava un ample crucifix d'or en forma d'anell. Generalment els papes del passat lluïen anells episcopals segons la moda del moment: Pius XII, per exemple, lluïa un anell molt ornamentat coronat amb una pedra; i Pius IX sovint lluïa un camafeu de si mateix, fet de petits diamants, mentre que Pius X lluïa un simple i petit anell coronat amb una pedra.